# (7498) Blaník
(7498) Blaník ist ein Asteroid des äußeren Hauptgürtels, der am 16. Januar 1996 vom tschechischen Astronomen Zdeněk Moravec am Kleť-Observatorium (IAU-Code 046) bei Český Krumlov in Südböhmen entdeckt wurde.
Der Himmelskörper ist nach dem tschechischen Wallfahrtsberg Blaník nahe der Gemeinde Louňovice in Mittelböhmen benannt, der im Jahre 1981 mit seiner Umgebung zum Landschaftsschutzgebiet erklärt wurde.